# Доменные имена Москвы
.москва (punycode: .xn--80adxhks ) и .moscow — домены верхнего уровня для города Москвы, которые были делегированы 24 апреля 2014 года. Координатором проекта по созданию столичного домена выступил Фонд содействия развитию технологий и инфраструктуры Интернета.

## История
Проект по созданию доменных зон .москва и .moscow был инициирован в сентябре 2010 года компанией RU-CENTER.
Летом 2011 года роль куратора проекта была передана Фонду содействия развитию технологий и инфраструктуры Интернета как организации, структура которой призвана обеспечить участие всех заинтересованных сторон в ходе создания и дальнейшего развития московских доменов.
Проект по созданию доменных зон .москва и .moscow реализуется при поддержке Департамента информационных технологий города Москвы.
12 апреля 2012 года заявки на внедрение доменов .москва и .moscow были поданы в ICANN. В этом же году В 2012 году Фонд содействия развитию технологий и инфраструктуры Интернета вошёл в short-лист «Премии Рунета» с проектом внедрения доменов .moscow и .москва.
20 марта 2013 года для публичного обсуждения был опубликован проект концепции регистрации доменных имен второго уровня в доменах .moscow и .москва. 24 мая 2013 года концепция была утверждена, по итогам публичного обсуждения в неё было внесено два изменения. Положения Концепции лягут в основу комплекта документов, регламентирующих процедуру регистрации доменных имен .москва и .moscow.
В 2013 году регистраторы начали принимать предварительные заявки на регистрацию доменных имен .moscow и .москва.
11 декабря 2013 года Фонд содействия развитию технологий и инфраструктуры Интернета подписал с международной корпорацией ICANN договоры на администрирование доменов верхнего уровня .moscow и .москва. 17 февраля 2014 года корпорация ICANN завершила тестирование технологической инфраструктуры доменов .moscow и .москва.
24 апреля 2014 года домены были делегированы, сайт проекта по их созданию стал доступен по адресу http://nic.moscow/, а также по адресу http://nic.москва/.
Регистрация имен в доменах .moscow и .москва началась 10 июня 2014 года с этапа для правообладателей товарных знаков, внесенных в специальный Депозитарий ICANN. 10 июля этот этап завершился со следующими результатами: 154 доменных имени в .moscow и 7 — в .москва. С 15 июля по 13 августа 2014 года проходил второй этап приоритетной регистрации для владельцев товарных знаков, зарегистрированных на территории Российской Федерации. 19-25 августа приоритетная регистрация была доступна для московских фирменных наименований, СМИ РФ, московских НКО и наименований мест происхождения товаров из Москвы и Московской области. С 4 по 22 сентября в доменах .moscow и .москва проводился этап приоритетной регистрации доменных имен для органов государственной и муниципальной власти города Москвы и органов власти Российской Федерации. С 24 сентября по 18 ноября проходила премиальная регистрация, во время которой можно было приобрести самые ценные имена по повышенной стоимости.
1 декабря 2014 года доменные имена .moscow и .москва стали доступны для регистрации всем желающим. По данным Фонда содействия развитию технологий и инфраструктуры Интернета, администратора столичных доменов, по состоянию на 9:00 2 декабря в рамках открытой регистрации было обработано 11,5 тыс. заявок на имена .moscow и .москва.